# 1600-е

## Догађаји и трендови
- 1600. — Сан Марино добива свој први писани устав.
- 1600. — рођен Чарлс I Стјуарт, енглески краљ.
- 1601. — глад у Русији ће у сљедеће двије године усмртити трећину становништва.
- 1601. — догодила се битка за Кинсејл, једна од најзначајнијих битака у Ирској историји.
- 1601. — Ваљадолид је проглашен главним градом Шпаније.
- 1601. — Матео Ричи је постао први Европљанин који је ушао у Забрањени град у Пекингу.
- 1601. — рођена Ана од Хабзбурга, француска краљица.
- 1601. — рођен Луј XIII, француски краљ.
- 1601. — умро Баба Новак, српско-румунски командант.
- 1602. — основана Холандска источноиндијска компанија.
- 1602. — рођен Жил Мазарен, француски државник италијанског порјекла.
- 1603. — умрла Елизабета I, краљица Енглеске и Ирске, а насљеђује је њен рођак краљ Џејмс I, уједињујући круне Шкотске и Енглеске.
- 1603. — рођен Абел Тасман, холандски истраживач и поморац.
- 1603. — након модернизовања своје армије, Абас I креће у ширење Персије заузимајући територију од Османлија и Португалаца
- 1605. — умро Борис Годунов, руски цар.
- 1606. — Холандски морепловац Виљем Јансон открио Аустралијски континент.
- 1606. — потписан је Житвански мир, којим се завршио Дуги рат између Хабзбуршке монархије и Османског царства.
- 1607. — Лондонска компанија оснива Џејмстаун, који постаје прва трајна британска колонија у Сјеверној Америци.
- 1607. — умро Ђорђе Баста, генерал хабзбуршких снага, албанског порекла.
- 1608. — основан град Квебек.
- 1609. — основана Католичка лига.
- 1610. — основан Санта Фе.

## Наука
- 1600. — Ђордано Бруно, италијански филозоф, астролог и астроном, је због јереси у Риму спаљен на ломачи.
- 1601. — рођен Пјер де Ферма, француски математичар.
- 1601. — умро Тихо Брахе, дански астроном.
- 1602. — рођен Жил де Робервал, француски математичар.
- 1603. — умро Франсоа Вијет, француски математичар.
- 1603. — умро Вилијам Гилберт, енглески љекар и физичар.
- 1608. — рођен Еванђелиста Торичели, италијански физичар и математичар.
- 1608. — Ханс Липершеј (хол. Hans Lippershey), је изумио телескоп.
- 1609. — умро Јосиф Јустус Скалигер, француски историчар.
- 1609. — Корнелијус Дребел је изумио термостат.

## Култура
- 1600. — први пут је изведено дјело Вилијама Шекспира Сан љетње ноћи, док је његово дјело Млетачки трговац први пут објављено.
- 1600. — рођен Педро Калдерон де ла Барка, шпански драматург.
- 1600. — рођен Ђоакино Асерето, италијански сликар.
- 1601. — рођен Балтасар Грасијан, шпански прозни писац.
- 1601. — рођен Жорж де Скидери, француски романописац, драматург и пјесник.
- 1602. — први пут је изведено дјело Вилијама Шекспира Хамлет.
- 1602. — рођен Филип де Шампењ, француски сликар.
- 1603. — умро Харменс ван Ријн Рембрант, холандски сликар.
- 1607. — умро Динко Рањина, пјесник и дубровачки племић.

### Музика
- 1600. — опера Јакопа Перија Еуридика, прва сачувана опера, је изведена у Фиренци.
- 1601. — умро Констанцо Порта, италијански композитор.
- 1602. — рођен Франческо Кавали, италијански композитор.